# Miss Acre 2016
Miss Acre 2016 foi a 55ª edição do concurso de beleza feminino de Miss Acre, válido para a disputa nacional de Miss Brasil 2016. O evento deste ano contou com a participação de seis candidatas representando distintos municípios acreanos. A melhor representante do Estado foi escolhida por um júri técnico em uma seletiva realizada no Restaurante La Nona, localizado no complexo Parque da Maternidade, na capital. Maxine Silva, detentora do título no ano anterior, coroou sua sucessora no final da seletiva. A marca de cosméticos da Polishop, a Be Emotion em parceria com a organizadora local, Meyre Mhanaus realizaram os processos de inscrição e organização da seletiva.

## Resultado
| Colocação | Município e Candidata           |
| --------- | ------------------------------- |
| Miss Acre | - Rio Branco - Jucianne Menezes |
| 2°. Lugar | - Rio Branco - Flávia Ferrari   |
| 3°. Lugar | - Feijó - Thaís Braga           |

## Candidatas
Disputaram o título este ano: 
- Feijó - Thaís Braga
- Rio Branco - Flávia Ferrari
- Rio Branco - Jucianne Menezes
- Rio Branco - Luana Morais
- Rio Branco - Rani Dourado
- Tarauacá - Rhana Viana

## Dados das Candidatas
| Jucianne Menezes Tem 20 anos e 1.74m de altura. Cursa Engenharia Elétrica. Luana Morais Tem 20 anos e 1.69m de altura. Cursa Enfermagem. | Rani Dourado Tem 19 anos e 1.70m de altura. Cursa Psicologia. Rhana Viana Tem 25 anos e 1.69m de altura. Cursa Administração Pública. | Flávia Ferrari Tem 19 anos e 1.78m de altura. Cursa Fisioterapia. Thaís Braga Tem 20 anos e 1.75m de altura. Cursa Ciências Biológicas. |